# مارك بريشيانو
مارك برشيانو (Mark Bresciano)، من مواليد 11 فبراير 1980 في ميلبورن في أستراليا، لاعب كرة قدم أسترالي.
بدأ مسيرته الكروية مع نادي كارلتون الأسترالي في عام 1997، ولعب معهم حتى عام 1999، وشارك معهم في 18 مباراة وسجل 4 أهداف، وفي عام 1999 انتقل إلى نادي إمبولي الإيطالي، ولعب معهم حتى عام 2002، وشارك معهم في 80 مباراة وسجل 17 هدف، وفي عام 2002 انتقل إلى نادي بارما الإيطالي، ولعب معهم حتى عام 2006، وشارك معهم في 123 مباراة وسجل 19 هدف، وفي موسم 2006/2007 انتقل إلى نادي باليرمو الإيطالي، ولعب معهم 104 مباراة وسجل 12 هدف، ومنذ عام 2010 وهو يلعب مع نادي لاتسيو الإيطالي.
و قد بدأ باللعب مع منتخب أستراليا لكرة القدم في عام 2001.
انتقل في 3 من يوليو 2010 م إلى نادي لاتسيو الإيطالي.
انتقل في 6 أغسطس 2012 إلى نادي الغرافة القطري لمدة 3 سنوات

## روابط خارجية
- مارك بريشيانو على موقع الاتحاد الدولي (مؤرشف)  (الإنجليزية)
- مارك بريشيانو على موقع قاعدة بيانات كرة القدم.إي يو (الإنجليزية)
- مارك بريشيانو على موقع ناشيونال فوتبول تيمز (الإنجليزية)
- مارك بريشيانو على موقع Soccerway.com (الإنجليزية)
- مارك بريشيانو على موقع عالم كرة القدم.نت (الإنجليزية)
- مارك بريشيانو على موقع أوليمبيديا (الإنجليزية)
- مارك بريشيانو على موقع اللجنة الأولمبية الأسترالية (الإنجليزية)
- مارك بريشيانو على موقع AS.com (الإسبانية)